# 倭トトは神様である!
『倭トトは神様である!』（やまとトトはかみさまである）は、大宮祝詞による日本の4コマ漫画作品。『まんがぱれっとLite』（一迅社）VOL.24-36連載。
見習いの神様であるトトは一人前の神様になるために今日も神様としての仕事をしたりしなかったり。面倒臭がりでササネの作るお菓子が好物で何かと手のかかる神様と、その保護者のような立場になってしまったササネ。そんな二人やその周囲の人々を描くコメディ4コマ漫画作品。

## 登場人物
倭トト
箸墓神社に祀られる見習いの神様。
基本的に面倒臭がり。
ササネの作るお菓子とイチゴミルクが好物。
ササネ達の通うことになった学校に「神様枠」として入学し、クラスメイトになる。
見習いではあるが、れっきとした神様ではあるため、様々な力を使い、神様としてのポイントを稼ぐために頑張っている。
吉備ササネ
ひょんなことから知り合ったトトの世話を焼くことになってしまった女子高生。
お菓子作りが好きで得意。そのお菓子でトトや狛犬、聖に懐かれることにもなる。
眼鏡をしているのだが、成績はよろしくない。
三輪スモン
ササネの（自称）幼馴染でかわいい女の子が大好きな、ちょっと百合な女の子。
いつもトトにひっつこうとしているが、可愛い女の子なら誰でもOKな様で、狛犬のあこや、ササネに対してもセクハラまがいの言動を繰り返す。
なぜか成績優秀。
非常に博識で作中での解説役でも聖の通訳も出来る。
狛犬
トトに名前を与えられることで命を得た狛犬。
二人で一組であり、それぞれ名前は「あこ」と「うんこ」。
仕事をさぼるトトの代わりによく働く。
女の子に見えるが、実はうんこの方は男の子。
主である筈のトトよりも、トトの躾をしているササネの方に懐いている。
甕星聖
鹿島神社の末社（星宮神社）に祀られる見習いの悪戯好きの神様。
何かにつけてトトやササネにちょっかいを出す。
ササネのチーズケーキを食べて以来ササネを気に入り、彼女を審神者にしようとしている。
「ゲッゲッゲ」としか喋らず、藁人形で人を操る等、何かと不気味な雰囲気の人物。
実は生徒会長。
永倉陽
聖の幼馴染で生徒会副会長であり、聖を止めることのできる唯一の人物。
良識があり、面倒見がいい。
聖が全く仕事をしないため、生徒たちからは彼が生徒会長だと思われている。
聖の審神者になる予定。

## 単行本
- 一迅社より「4コマKINGSぱれっとコミックス」として刊行。
  - 2011年3月5日発行 ISBN 978-4-7580-8111-5